# François Gény
François Gény, né le 17 décembre 1861 à Baccarat (Meurthe) et mort le 16 décembre 1959 à Nancy (Meurthe-et-Moselle), est un jurisconsulte français, célèbre pour sa critique de la méthode d’interprétation fondée uniquement sur l’exégèse de textes légaux et réglementaires, et qui a montré la force créatrice de la coutume et proposé de faire une large place à la libre recherche scientifique dans les méthodes d’interprétation.

## Famille
Son père, Alfred Gény, est garde général des Eaux et Forêts à Baccarat (1857-1862), puis sous-inspecteur des Eaux et Forêts à Thionville, en Moselle jusqu'à l'annexion de ce département par l'Allemagne (1862-1871). Sa mère, Marie-Eugénie Huin, est la fille d’un notaire de Raon-l'Étape (Vosges).
Son grand-père paternel, Alexandre-Esprit Gény, négociant et propriétaire à Nancy, rencontra le Père Henri Lacordaire o.p. venu à Nancy en 1843 rétablir l’Ordre des Dominicains dont la spiritualité influença toute la famille. François Gény est le quatrième de douze enfants. Deux de ses frères sont prêtres jésuites, dont un professeur à l’Université Grégorienne de Rome, et une de ses sœurs supérieure de la Congrégation des Petites Sœurs des Pauvres. En 1894, il épouse Antonie Busquet, fille du directeur du domaine minier de la Société Schneider, dont il a huit enfants. L'un de ses fils, Bernard Gény, fut membre du Conseil d’État.

## Biographie
Après des études de droit à Nancy (1878-1887) dont il sort agrégé, François Gény enseigne le droit romain à Alger (1888-1889), le droit civil et le droit international à Dijon (1890-1900), où il se lie avec Raymond Saleilles, puis le droit civil à Nancy (1901-1931), où il devient doyen de la Faculté de droit (1919-1925). À ce titre, il rétablit en 1923 l’enseignement du droit naturel sous le nom d’ « Introduction philosophique à l‘étude du droit ».
Il est nommé membre correspondant de l’Institut en 1930, commandeur de la Légion d'honneur en 1934 et reçoit neuf diplômes de docteur honoris causa d’universités étrangères : Groningue (1914), Louvain (1927), Varsovie (1929), Bruxelles (1929), Genève (1930), Jassy (1934), Lausanne (1935), Bâle (1936) et Athènes (1937). En 1933, l’Académie américaine des arts et des sciences à Boston l’élit membre d’honneur étranger.

## Œuvre

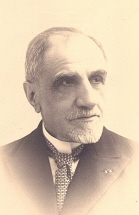
François Geny en 1934.

À une époque où on enseigne le code civil de 1804 dans les chaires de droit civil, François Gény choisit une méthode indépendante de toute recherche de volonté pour trancher des questions sur lesquelles le législateur ne pouvait avoir aucune volonté puisqu’elles ne se posaient pas encore en 1804. Dans « Méthode d’interprétation et sources en droit privé positif: essai critique », publié en 1899, il montre qu’il ne faut pas demander à la loi plus de solutions que n’en contient sa formule et que, pour le surplus, la coutume, la tradition doctrinale et la libre recherche scientifique fournissent ou créent le complément d’un droit positif qui n’est plus rattaché artificiellement à la loi.
Dans Science et technique en droit privé positif, publié de 1914 à 1924, François Gény cherche à découvrir la source même d’où jaillissent les principes et les règles, c’est-à-dire « le droit en soi », et à l’atteindre « par les voies combinées de la connaissance et de l’action ». La science met en œuvre tous les procédés de connaissance, elle s’applique au donné. Sociologie, économie, linguistique, philosophie et théologie figurent parmi les sources de la libre recherche scientifique.
La technique, œuvre de raison et de volonté, s’applique au construit, « informe » le donné et l’adapte aux nécessités pratiques de l’élaboration du droit privé positif. Le droit positif s’alimente et se développe par le droit idéal. Au-dessus de tout, il y a le droit naturel qui représente la direction à suivre pour le progrès du droit.
La question centrale qui traverse son œuvre est centrée sur la nature de la méthode du droit positif. Il est l'auteur de la phrase : Le droit est un et l’on y a introduit des divisions que pour l’étudier avec ordre et méthode.

### Bibliographie

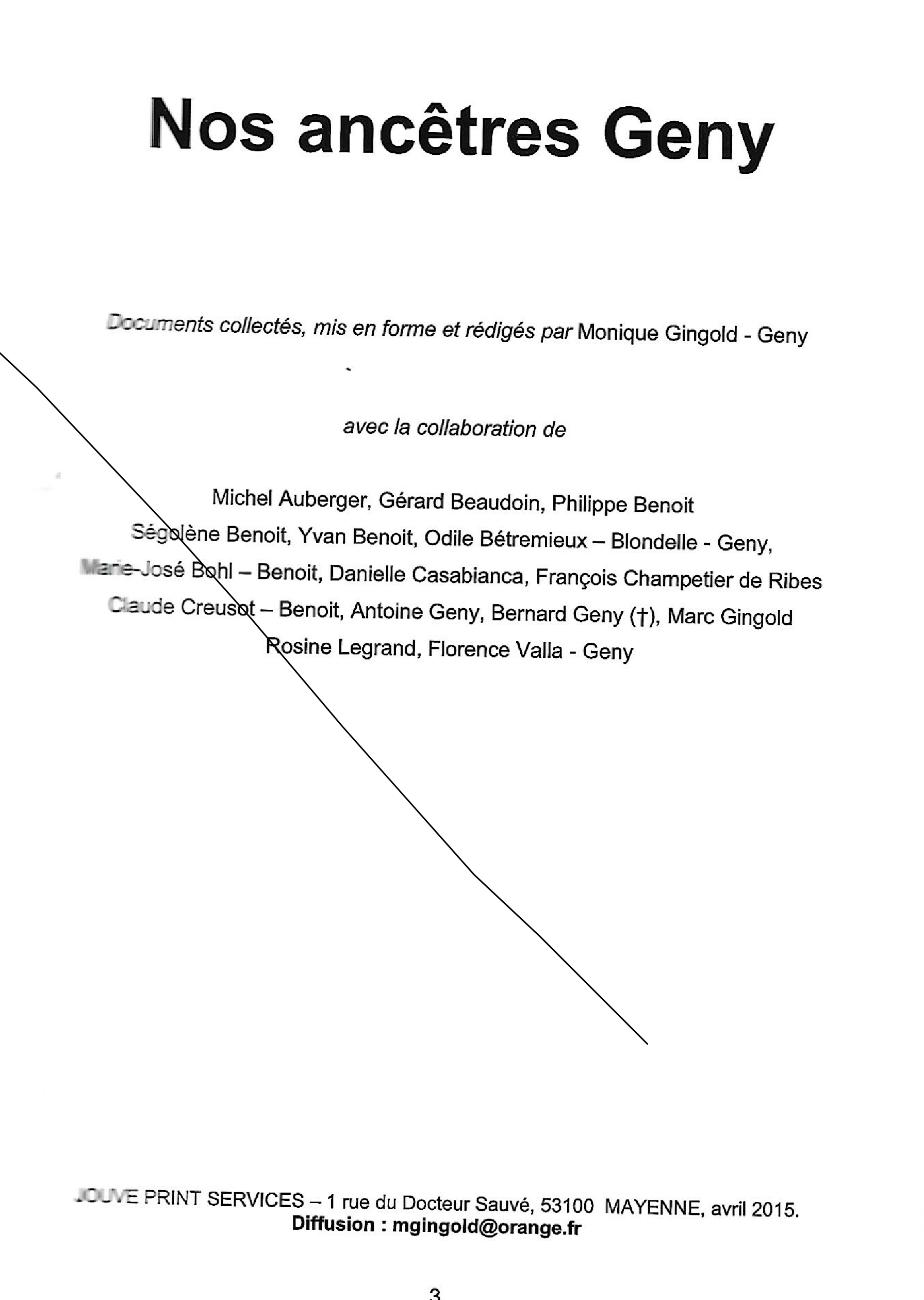

## Engagement politique
Gény a fait partie d'un petit groupe de notables nancéiens, constitué notamment de juristes, à l'origine de la fondation à Nancy du Rassemblement national lorrain fin juin 1936. Ce groupe a signé deux affiches appelant les "patriotes lorrains" à lutter contre le Front populaire et à se rassembler: "Nous traversons des heures graves. Le Front populaire foule aux pieds des libertés chèrement acquises. Nous vivons dans l'illégalité, sous le règne de l'arbitraire et du bon plaisir. Demain, si nous n'y prenons pas garde, les chefs du Front populaire exerceront sur la France la plus odieuse des dictatures. Ils nous mèneront à la guerre civile et à la guerre étrangère. Aux Français, aux nationaux, qui trop longtemps divisés n'ont pas encore désespéré des destinées de la patrie, nous adressons un solennel appel. Oublions nos dissentiments d'hier, qui seuls ont permis à  nos adversaires le succès. [...] [Les Français] doivent être pour ou contre le Front populaire. Ils doivent être pour ou contre le drapeau tricolore. Ils doivent être pour ou contre la France. l'heure est à l'action. Elle est au rassemblement national. [...] Groupez-vous ! Unissez-vous ! Il y va du salut de la France".
Par la suite, il a figuré sur les listes des donateurs du RNL, en février et en novembre 1938.

## Publications
- Essai critique sur la méthode d’interprétation juridique en vue d’une orientation nouvelle des études de droit privé Université de Dijon, Revue bourguignonne de l’enseignement supérieur, t. VII de 1897 et t. VIII de 1898
- Méthode d‘interprétation et sources en droit privé positif : essai critique, 1899 (préface de Raymond Saleilles)
- La technique législative dans la codification civile moderne dans le code civil. Livre du centenaire, 1904, p.989-1038
- Les procédés d’élaboration du droit civil dans les méthodes juridiques - 1910 - p.173-196
- Des droits sur les lettres missives principalement en vue du système positif français; essai d’application d’une méthode critique d’interprétation, 1911, 2 vol.
- Méthode d’interprétation et sources en droit privé positif, 2e édition, 1919, 2 vol.
- Science et technique en droit privé positif: nouvelle contribution à la critique de la méthode juridique, 4 tomes publiés de 1914 à 1924
- La notion de droit en France, in Archives de philosophie du droit de sociologie juridique, 1931
- La laïcité du droit naturel, in Archives de philosophie du droit de sociologie juridique, 1933
- Justice et force: pour l’intégration de la force dans le droit, in Études à la mémoire d’H. Capitant, 1938, p.241-257
- Évolution contemporaine de la pensée juridique dans la doctrine française, in Études offertes à G. Ripert, 1950, t.I, p.3-8
- Ultima verba, 1951.

## Hommages
Un amphithéâtre de la faculté de droit et de sciences économiques de Nancy est dénommé « amphi Gény » en hommage à ce juriste lorrain.

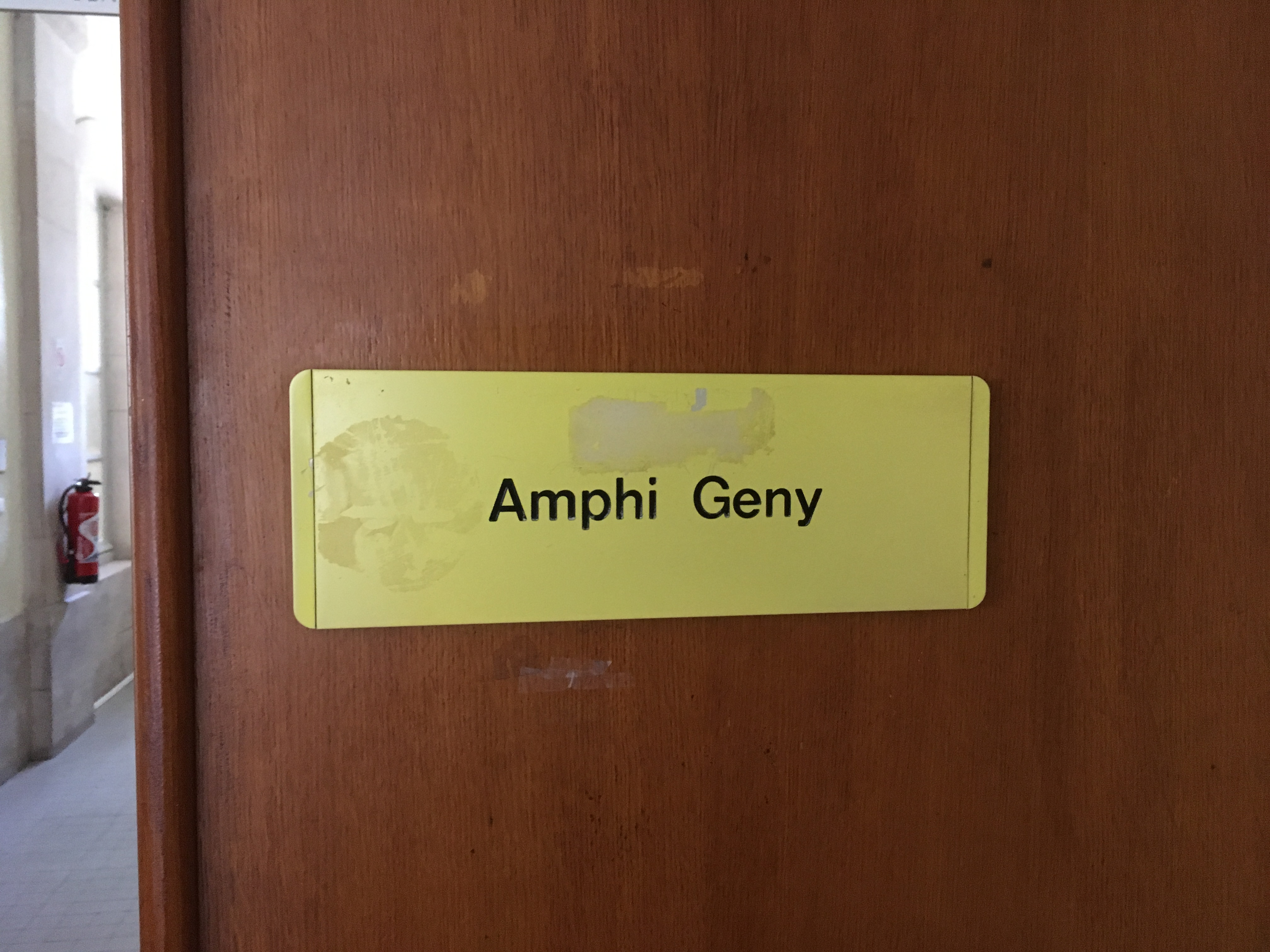

Au sein de cette même faculté, il existe depuis 2012 un institut de recherche juridique intitulé « Institut François Gény ».
Un autre amphithéâtre de la faculté de droit Jean-Moulin Lyon-III de Lyon est également dénommé François Gény.